# Féchy
Pour le hameau de Cruseilles, ville française de Haute-Savoie, voir Cruseilles#Hameaux.
Féchy est une commune suisse du canton de Vaud, située dans le district de Morges qui fait partie de La Côte.

## Géographie
Le village de Féchy se situe au cœur de la Côte vaudoise, entre Morges et Nyon, face au lac Léman et aux Alpes. La commune s'étend du pied du Signal de Bougy jusqu'à une centaine de mètres du Lac Léman, sur une surface de 2,81 km2.
Le territoire communal se compose à 21 % d'habitations, 7 % de forêts et 71 % de vignes et terres agricoles, le sud du village est traversé par la rivière l'Eau Noire.

## Population

### Gentilé
Les habitants de la commune se nomment les Fezzolans.

## Histoire
Des vestiges d'habitat gallo-romain ont été mis au jour au Tombey, à Bayel et à la Gordanne. Vers Messinjean, des tronçons de la Vy d'Etraz ont été mis au jour alors que le cimetière du Tombey date du haut Moyen Âge.

## Tourisme

### Manifestations
La fête du raisin s'y déroule chaque année au mois de septembre.

### Monuments
L'église dédiée à saint Sulpice, citée dès 1188, dépendait de l'abbaye du Grand-Saint-Bernard. Elle a été restaurée en 1906-1907 et elle est classée monument historique.
Le village comprend également la villa La Gordanne, d'architecture palladienne revisitée par le néo-classicisme.
Enfin, la vigne du Monde se trouve sur la commune de Féchy.

## Transports
- Liaisons par bus avec Aubonne, Bougy-Villars, Perroy, Rolle, Allaman
- Autoroute A1, sortie 14 (Allaman)

## Personnalités liées à la commune
- Phil Collins[5], batteur et chanteur britannique
- Frédy Girardet, cuisinier

## Littérature
- Renée Molliex, Les Fezzolans, 1991
- Renée Molliex, Féchy, Éditions Cabédita

## Jumelage
- Oberdiessbach (Suisse)